# Segunda División de Andorra 2012-13
La Segunda División de Andorra 2012-13 fue la decimocuarta temporada de fútbol de segundo nivel en Andorra.

## Sistema de competición
Los siete equipos y las cinco filiales de Segunda División se enfrentaron todos contra todos en dos ruedas. Una vez finalizada la fase regular, el campeón ascendió a la Primera División, mientras que el subcampeón jugó una promoción a doble partido contra el penúltimo de Primera División para mantener su lugar en la liga o ascender.